# Centaurothamnus maximus
Centaurothamnus maximus là một loài thực vật có hoa trong họ Cúc. Loài này được (Forssk.) Wagenitz & Dittrich mô tả khoa học đầu tiên năm 1982.